# Земной резонанс
Земной резонанс — самовозбуждающие колебания с возрастающей амплитудой у вертолёта, стоящего на упругом шасси.
Чтобы снизить риск возникновения земного резонанса, в современных вертолётах используются двухкамерные амортизаторы, которые позволяют резко сменить собственную частоту колебаний машины, тем самым
устраняют развитие самовозбуждающих колебаний. В результате земной резонанс стал редким явлением в вертолётной технике.

## Причины и последствия

Смещение лопасти несущего винта вертолёта при повороте лопастей в вертикальных шарнирах, изменяющее расположение центра масс винта

Возможность появления земного резонанса стала следствием появления вертикальных шарниров во втулке несущего винта, которые дают возможность лопасти качаться в плоскости вращения.
Шарнирно-сочлененная конструкция несущего винта вертолёта с тормозными шарнирами позволяет каждой отдельной лопасти двигаться быстрее или отставать в своем вращении, чтобы компенсировать нагрузку на лопасть. Когда расстояние между лопастями становится неравномерным, центр масс винта смещается от его оси вращения, что вызывает его колебания. Когда корпус вертолёта начинает раскачиваться взад и вперед из-за колебаний винта, колебания корпуса и винта могут усиливать друг друга, и центр тяжести несущего винта смещается по раскручивающейся спирали от оси вращения, и в некоторый момент выходит за пределы компенсирующей способности системы демпфирования.

### Механизм возникновения земного резонанса
В наземном положении вертолёта во время вращения несущего винта, когда шасси зафиксировано на поверхности земли в боковом направлении, в случае бокового толчка под воздействием порыва ветра, наезда колеса шасси на кочку, толчка при грубой посадке и другого начального возмущения, лопасти винта по-разному поворачиваются в своих вертикальных шарнирах, в результате чего центр масс несущего винта смещается с оси его вала и в силу инерции возникает (неуравновешенная) центробежная сила несущего винта, которая начинает раскачивать фюзеляж вертолёта. Кориолисовы силы инерции лопастей несущего винта складываются с этой нескомпенсированной центробежной силой, из-за чего возникают собственные колебания лопастей. Колебания раскачивающегося фюзеляжа увеличивают силы, раскачивающие лопасти в плоскости вращения винта.
Круговая частота и величина неуравновешенной центробежной силы, которая раскачивает фюзеляж вертолёта, зависят от частоты вращения несущего винта. Если частота раскачивания фюзеляжа этой силой совпадёт с собственной частотой колебаний вертолёта на упругом шасси, возникает резонанс. при котором колебания вертолёта возрастают вплоть до разрушения несущих конструкций фюзеляжа.

## Снижение риска
Надлежащее техническое обслуживание компонентов системы демпфирования вертолёта может предотвратить развитие земного резонанса.

## Остановка резонанса
Когда возникает земной резонанс, можно вернуть машину в штатный режим работы, если достаточно быстро принять меры. При высоких оборотах несущего винта, достаточных для взлёта, немедленный взлёт позволит корпусу воздушного судна свободно двигаться, что поможет восстановить баланс несущего винта и погасит колебания. Если частота вращения винта во время возникновения резонанса низкая, достаточно выключить двигатель, чтобы остановить раскачивание.